# Сан-Фелипе (форт)
Форт Сан-Фелипе (исп. Fortaleza de San Felipe) — испанский форт береговой обороны, расположенный на севере Доминиканской Республики в провинции Пуэрто-Плата. Известный также как Эль Морро де Сан-Фелипе (исп. El Morro de San Felipe) форт использовался для обороны города Сан-Фелипе-де-Пуэрто-Плата от пиратов и корсаров. Он расположен на холме Пунтилья дель Малекон (исп. Puntilla Del Malecón) с видом на Атлантический океан; его стратегическое расположение позволяло охранять вход в порт города. Строительство форта было начато по распоряжению Филиппа II, короля Испании, в 1564 году, а закончено оно было в 1577 году Ренхифо де Ангуло, начальником форта. Назван был форт соответственно в честь короля, в царствование которого он был возведён.
В настоящее время форт превращён в музей, который демонстрирует важную роль форта в истории Пуэрто-Платы и Доминиканской Республики. Коллекция музея содержит военные артефакты XVIII и XIX веков.

## История
Форт Сан-Фелипе стал одной из сцен Квазивойны 11 мая 1800 года. В сражении у бухты Пуэрто-Плата 2 американских корабля вместе с пехотинцами одержали победу над французским корветом и испанским гарнизоном форта, после чего покинули побережье Пуэрто-Платы.
Впоследствии форт использовался в качестве тюрьмы, так Педро Сантана заключил сюда одного из отцов-основателей Доминиканской Республики Хуана Пабло Дуарте.
Форт был превращён в музей в 1965 году, в 1972 году был проведён капитальный ремонт сооружения, а с 1983 год он был официально открыт для публики. Ныне форт Сан-Фелипе — единственное сохранившееся сооружение города Пуэрто-Платы XVI века, Пуэрто-Плата была разрушена и погибла в пожарах Войны за восстановление доминиканской независимости.